# Caradrunte
Caradrunte (in greco antico: Χαραδροῦς?) era una polis dell'antica Grecia ubicata nella penisola Calcidica.

## Storia
L'unica fonte classica che cita la città di Caradrunte è il Periplo di Scilace, dove viene citata nell'elenco delle città greche presenti nella Calcidica. Viene situata tra Acrotoo e Olofixo, nella penisola di Acte.